# Maria Magdalena Łubieńska
Maria Magdalena Łubieńska, también conocida como la condesa Łubieńska, (1833-1920) fue una artista y educadora polaca de ascendencia noble.

## Biografía
Nació en 1833 del hombre de negocios Henryk Łubieński y su esposa Irena (de soltera Potocki). Ella fue educada en casa. Cuando tenía 22 años, se casó con su primo Paweł Łubieński, siendo su segunda esposa y juntos tuvieron cinco hijos. Trabajó pintando con acuarelas y óleos, además de dibujo. Era común que las mujeres nobles polacas en ese momento aprendieran habilidades como la creación de arte, sin embargo, la mayoría dejaba de practicarlo después del matrimonio a menos que hubiera circunstancias de la vida que lo obligaran a utilizarlo como medio de vida.
Fundó la Escuela de Dibujo y Pintura, en funcionamiento entre 1867 y hasta aprox. 1910. Su escuela se hizo famosa por la producción de vidrieras, que a menudo se instalaba en iglesias del Renacimiento gótico en el Reino de Polonia, pero también en otras particiones y en las profundidades de Rusia.
Murió en 1920.